# Ремзі Кемпбелл
Ремсі Кемпбелл (нар. 4 січня 1946, Ліверпуль) — англійський письменник у жанрі жахів, редактор і критик.
Відтоді, як він уперше став відомим у середині 1960-х років, критики цитували Кемпбелла як одного з провідних письменників у своїй галузі: Т. Е. Д. Клейн написав, що «Кемпбелл панує сьогодні в цій галузі», а Роберт Хаджі сказав, що він, «можливо, найкращий живий представник британської традиції дивної фантастики», тоді як С. Т. Джоші заявив: «майбутні покоління вважатимуть його провідним письменником жахів нашого покоління, рівним Лавкрафту або Блеквуду». Чотири рази здобув Всесвітню премію фентезі, десять — British Fantasy Awards, три — премію Брема Стокера, також здобув Horror Writers' Association's Lifetime Achievement Award.

## Екранізація
- Без імені[en]